# Protestas en Bielorrusia de 2010

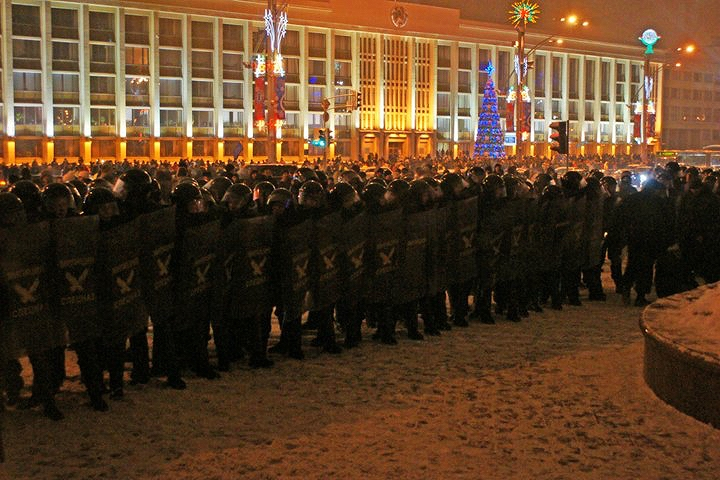
La policía antidisturbios vista durante las protestas en Minsk

Las protestas en Bielorrusia de 2010 fueron acciones de protesta masiva en Bielorrusia contra los resultados de las elecciones presidenciales bielorrusas de 2010, que tuvieron lugar el 19 de diciembre de 2010 y fueron brutalmente dispersadas. Entre 10 000 y 60 000 personas participaron en la protesta en la Plaza de Octubre y la Plaza de la Independencia en Minsk. Se anunció que se crearía un movimiento popular por elecciones libres sin Lukashenka. Algunos participantes intentaron irrumpir en la Casa de Gobierno. Se produjeron enfrentamientos con la policía antidisturbios. Como resultado, decenas de personas fueron detenidas y golpeadas, incluidos los candidatos presidenciales Khaklyaeu, Sannikov, Kastusyou, Statkevich y Rymasheuski.

## Antecedentes
Las protestas y acciones políticas masivas han sido prácticamente prohibidas desde que Alexander Lukashenko asumió el poder en las elecciones presidenciales de Bielorrusia de 1994. En 1996 y 1997, tuvo lugar una ola de manifestaciones populares y huelgas masivas lideradas por miembros de la oposición como continuación de las huelgas de hambre y los disturbios en 1995 después del referéndum constitucional bielorruso de ese mismo año. Las protestas masivas de 1999 contra el gobierno fueron brutalmente reprimidas. Las elecciones presidenciales habrían sido manipuladas y las protestas electorales siempre se han celebrado desde 2001, cuando las elecciones presidenciales bielorrusas de 2001 se encontraron con manifestaciones. Lo mismo sucedió después del referéndum constitucional bielorruso de 2004 y de las elecciones presidenciales bielorrusas de 2006, cuando tuvo lugar las protestas de 2006. Después de las elecciones de 2010, los manifestantes marcharon y corearon consignas que representaban al presidente y decían que era su última gota.

## Disturbios civiles
En vísperas de las elecciones, Uladzimir Nyaklyaeu, Vital Rymasheuski, Andrei Sannikov y Mikalai Statkevich pidieron a sus seguidores que celebraran un mitin en la Plaza de Octubre en Minsk el 19 de diciembre. Varios sitios web de la oposición no estaban disponibles en Minsk, así como LiveJournal, Twitter y algunos otros sitios web. Los sitios seguros HTTPS tampoco estuvieron disponibles. Además, los sitios web de la oposición Belarusian Partisan y Charter 97 no estuvieron disponibles durante mucho tiempo durante el ataque. Incluso antes del inicio del mitin, a las siete y media, desconocidos vestidos de negro atacaron la columna de Uladzimir Nyaklyaeu, que se dirigía a la plaza. Uladzimir Nyaklyaeu perdió el conocimiento durante la golpiza y fue trasladado en ambulancia. Otros nominados de la oposición se unieron a sus partidarios en la plaza a las 8 pm. Una hora más tarde, 5 nominados participaron en una marcha hacia la Plaza de la Independencia, donde se encuentra la Casa de Gobierno, donde se reúnen la Asamblea Nacional de Bielorrusia y la Comisión Electoral Central, donde se contabilizaban los votos en ese momento. También hubo un mitin y un intento de negociar con el gobierno.
Durante la protesta, un grupo de personas no identificadas intentó asaltar la Casa de Gobierno, rompiendo vidrios y puertas. También hubo una versión de que los vidrios y las puertas de la Casa de Gobierno fueron rotos por provocadores. En respuesta, la policía comenzó a golpear indiscriminadamente a los manifestantes pacíficos, lo que provocó a varios manifestantes un traumatismo craneoencefálico y el abandono de la zona por parte de la mayoría de los participantes en la marcha. Aproximadamente 5000 de ellos permanecieron con Sannikov y Rymasheuski. A la medianoche, luego de que los organizadores del mitin intentaran convocar a la dirección de las fuerzas de seguridad para dialogar, cientos de policías también los dispersaron. Al mismo tiempo, uno de los candidatos presidenciales, Viktor Tereshchenko, que no participó en el mitin y admitió de inmediato su derrota ante Lukashenko, publicó en su sitio web el 20 de diciembre de 2010 que “10 días antes del asalto a la Casa de Gobierno, Los candidatos presidenciales se ofrecieron a considerar este escenario y lo invitaron a participar, pero él se negó". Al mismo tiempo, Tereshchenko admitió que debido a la situación después de las elecciones presidenciales, planeaba emigrar con su familia para buscar asilo político en otro país. Los organizadores dijeron que la manifestación sería indefinida e instaron a todos a venir a la Plaza de la Independencia el lunes 20 de diciembre a las 6 pm. Al día siguiente de las elecciones, el 20 de diciembre, a las 6 de la tarde, de 50 a 200 personas se reunieron en la Plaza de la Independencia y fueron dispersadas por la policía antidisturbios, y algunos de los manifestantes fueron arrestados.
El 20 de diciembre, Lukashenko anunció el arresto de 639 personas y confirmó que los candidatos presidenciales estaban siendo interrogados en los centros de detención de la KGB. El 29 de diciembre, Nyaklyaeu, Rymasheuski, Sannikov y Statkevich fueron acusados de organizar un acto público no autorizado, que en virtud del artículo 293 del Código Penal preveía una pena de prisión de 5 a 15 años. El 17 de febrero, Nyaklyaeu, miembro de la campaña, fue condenado a cuatro años de prisión. La mayoría de los detenidos fueron condenados a multas y 15 días de prisión. El 31 de diciembre, el Ministerio de Relaciones Exteriores anunció la terminación de los poderes de la Oficina de la OSCE en Minsk debido a la falta de voluntad del gobierno para extenderlos. El 21 de enero, Lukashenko prestó juramento para un cuarto juramento presidencial.

## Consecuencias
El periódico oficial de la administración de Lukashenko sobre la base de documentos desclasificados de los servicios secretos bielorrusos acusó a los servicios especiales de Polonia y Alemania de los eventos del 19 de diciembre en Minsk.